# El Picazo (Monteagudo de las Vicarías)

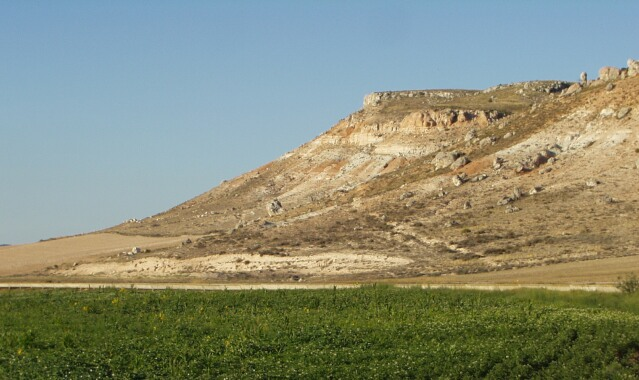
El Picazo (Monteagudo de las Vicarias).

El Picazo es una conocida montaña que preside la vega de Monteagudo de las Vicarías, al sureste de la provincia de Soria, en la comunidad autónoma de Castilla y León, España.
- Datos: Q5812420